# Admiral Makarov (cruzador de 1906)
O Admiral Makarov (Адмирал Макаров) foi um cruzador blindado operado pela Marinha Imperial Russa e a segunda embarcação da Classe Bayan, depois do Bayan e seguido pelo Pallada e outro Bayan. Sua construção começou em abril de 1905 na Forges et Chantiers de la Méditerranée e foi lançado ao mar em maio de 1906, sendo finalizado em abril de 1908. Era armado com uma bateria principal composta por dois canhões de 203 milímetros em duas torres de artilharia individuais, tinha um deslocamento de sete mil toneladas e alcançava uma velocidade máxima de 21 nós.
O Admiral Makarov teve uns primeiros anos de carreira tranquilos servindo no Mar Báltico e realizando algumas viagens internacionais pelo Mar Mediterrâneo. A Primeira Guerra Mundial começou em meados de 1914 e ele foi rapidamente modificado para carregar minas navais, conduzindo várias operações de criação de campos minados ou escoltando outros navios fazendo o mesmo. Também participou de alguns confrontos contra forças alemãs, incluindo a Batalha da Gotlândia em 1915 e invasão das ilhas estonianas em 1917. Foi descomissionado em 1918 e desmontado em 1922.

## Características

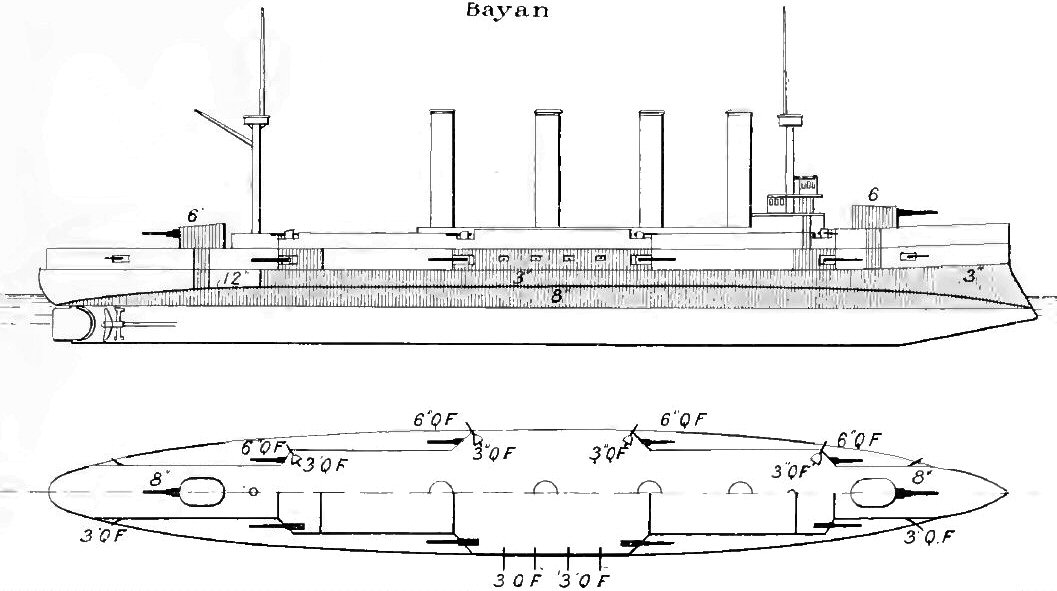
Desenho da Classe Bayan

O Admiral Makarov tinha 137 metros de comprimento, boca de 17,5 metros, calado de 6,7 metros e deslocamento de 7 874 toneladas. Seu sistema de propulsão tinha 26 caldeiras Belleville que alimentavam dois motores verticais de tripla expansão, cada um girando uma hélice. A potência indicada era de 16,7 mil cavalos-vapor (12,3 mil quilowatts) para uma velocidade máxima de 21 nós (39 quilômetros por hora), mas durante seus testes marítimos alcançou 19,7 mil cavalos-vapor (14 410 quilowatts) para 22,55 nós (41,76 quilômetros por hora). Sua tripulação tinha 568 oficiais e marinheiros.
O armamento principal era de dois canhões de 203 milímetros em duas torres de artilharia únicas, uma à vante e outra à ré. A bateria secundária era de oito canhões de 152 milímetros em casamatas nas laterais do casco. A defesa contra barcos torpedeiros consistia em vinte canhões de 75 milímetros em casamatas e montagens giratórias, mais quatro canhões Hotchkiss de 47 milímetros. Também tinha dois tubos de torpedo submersos de 457 milímetros. A blindagem era feita de aço Krupp e seu cinturão tinha de noventa a 175 milímetros de espessura. O convés tinha cinquenta milímetros, já as casamatas eram protegidas por uma camada de sessenta milímetros. As torres de artilharia tinham laterais de 132 milímetros, enquanto a torre de comando tinha paredes de 136 milímetros.

## Carreira
O batimento de quilha do Admiral Marakov ocorreu em abril de 1905 na Forges et Chantiers de la Méditerranée em La Seyne-sur-Mer, na França. Foi lançado ao mar em 28 de maio de 1906 e finalizado em abril de 1908. O navio zarpou para o Mar Báltico em 27 de maio e chegou em Reval em 11 de junho, sendo designado para servir na Frota do Báltico. Voltou ao Mar Mediterrâneo apenas alguns meses depois para prestar auxílio aos sobreviventes do Terremoto de Messina, que tinha ocorrido na Itália no final de dezembro. O cruzador retornou ao Mediterrâneo em agosto de 1910 junto com o couraçado Tsesarevich, o cruzador blindado Rurik e o cruzador protegido Bogatyr para representarem a Rússia na coroação do rei Nicolau I de Montenegro. O Admiral Makarov passou 1911 no Báltico e no ano seguinte visitou Copenhague, na Dinamarca. Em 1913 fez parte de um grupo de cruzadores que visitaram Brest na França, Portland no Reino Unido e Stavanger na Noruega.

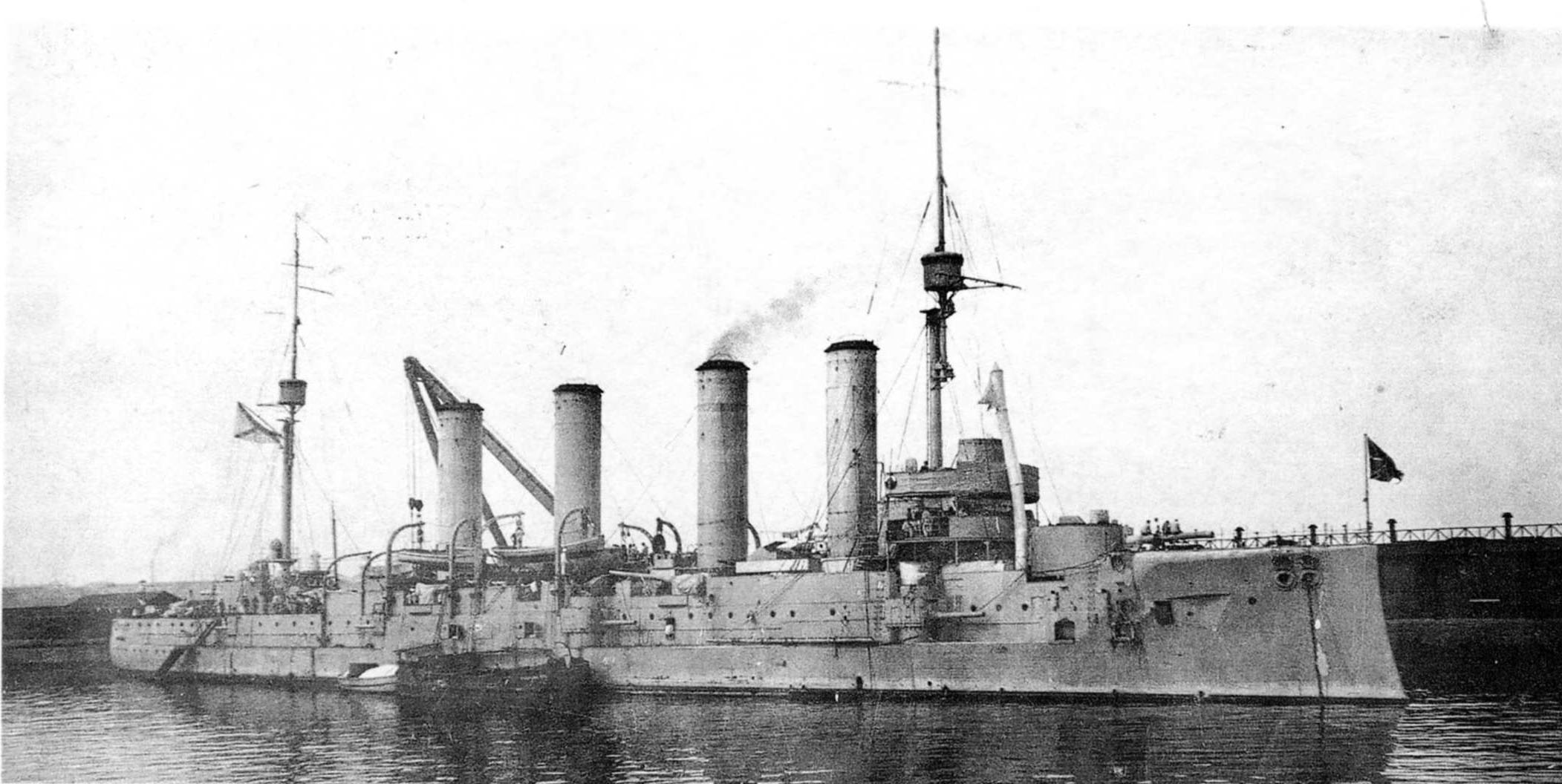
O Admiral Makarov c. 1915–1916

A Primeira Guerra Mundial começou em julho de 1914 e o Admirak Makarov foi designado para a Primeira Brigada de Cruzadores. O navio e o cruzador blindado Gromoboi encontraram dois cruzadores rápidos e um lança-minas auxiliar alemães em 17 de agosto perto da entrada do Golfo da Finlândia; estes estavam seguindo para criar um campo minado na área. Os russos acabaram evitando combate porque acharam que os alemães também estavam com dois cruzadores blindados junto. O Admiral Makarov foi pouco depois modificado para carregar minas navais. Criou seu primeiro campo minado no início de dezembro, quando foi uma de várias embarcações que lançaram minas ao norte e oeste da entrada da Baía de Danzig. No mês seguinte, na noite 12 de janeiro de 1915, deu cobertura enquanto outros cruzadores criavam campos minados perto das ilhas de Bornholm e Rúgia. O navio estava à caminho de outra surtida para criação de campos minados na Baía de Danzig em 13 de fevereiro quando o Rurik encalhou perto de Fårö. Este conseguiu se libertar, mas 2,4 mil toneladas de água entraram no casco e foi escoltado para casa pelo Admiral Makarov. O cruzador travou um breve confronto com o cruzador rápido alemão SMS München na noite de 6 para 7 de maio junto com seu irmão Bayan e dois cruzadores protegidos enquanto davam cobertura para a criação de campos minados perto de Libau.
O Admiral Makarov participou em 2 de julho da Batalha da Gotlândia, quando transmissões alemãs decodificadas informaram que uma pequena força estava no mar criando um campo minado perto das Ilhas Åland. O Admiral Makarov, Bayan, Rurik, Bogatyr, o cruzador protegido Oleg e o contratorpedeiro Novik já estavam no mar à caminho de bombardear Memel. A força encontrou o cruzador rápido SMS Augsburg e vários barcos torpedeiros escoltando o lança-minas SMS Albatross. Os russos concentraram seus disparos no Albatross, que foi forçado a encalhar em águas suecas para não afundar, já os navios restantes fugiram para o sul. Os russos estavam com pouca munição e recuaram.
Os alemães lançaram em 11 de outubro de 1917 a Operação Albion, a invasão das ilhas de Ösel, Dagö e Moon. O Admiral Makarov foi designado para as forças navais defendendo o Golfo de Riga. Chegou no Estreito de Moon três dias depois e enfrentou barcos torpedeiros alemães tentando entrar no estreito até recuar em 19 de outubro.
A Revolução Russa estourou em março de 1917 e os russos assinaram o Tratado de Brest-Litovski em março do ano seguinte para saírem da guerra, com os termos exigindo que abandonassem sua base em Helsingfors ou que seus navios fossem internados pela recém independente Finlândia, mesmo com o Golfo da Finlândia ainda estando congelado. O Admiral Makarov estava entre os primeiros navios que zarparam em 25 de março e chegaram em Kronstadt cinco dias depois naquilo que ficou conhecido como a "Viagem de Gelo". Foi descomissionado ao chegar e não participou da Guerra Civil Russa. Foi descartado em 1922 e desmontado em Estetino, na Alemanha.